# Neusiedler See – Seewinkel Nemzeti Park
A Neusiedler See – Seewinkel Nemzeti Park Ausztria keleti részén Burgenland tartományban fekszik. Magába foglalja a Fertő ausztriai területének déli és keleti részét, valamint a Fertőzugot (németül Seewinkel), szikes tavaival. 1993-ban alapították meg, létrejöttét sokan szorgalmazták, köztük Esterházy Pál herceg, aki birtokain lehetővé tette a Nemzeti Park megalapítását. 1991-ben a tó magyarországi része Fertő-tavi Nemzeti Park néven, majd 1994-től a Hansági Tájvédelmi Körzet beolvasztásával Fertő–Hanság Nemzeti Park néven szintén védett terület. Az összességében több mint 300 km²-es, határon átnyúló nemzeti park az első ilyen Ausztriában és egyben az első, amely kielégíti az IUCN kritériumait.
A határon átnyúló nemzeti park mindkét oldala a Ramsari egyezmény által is védett nemzetközi jelentőségű vizes élőhely és Bioszféra-rezervátum, emellett világörökségi terület, része a Natura 2000 hálózatnak.

## Képek

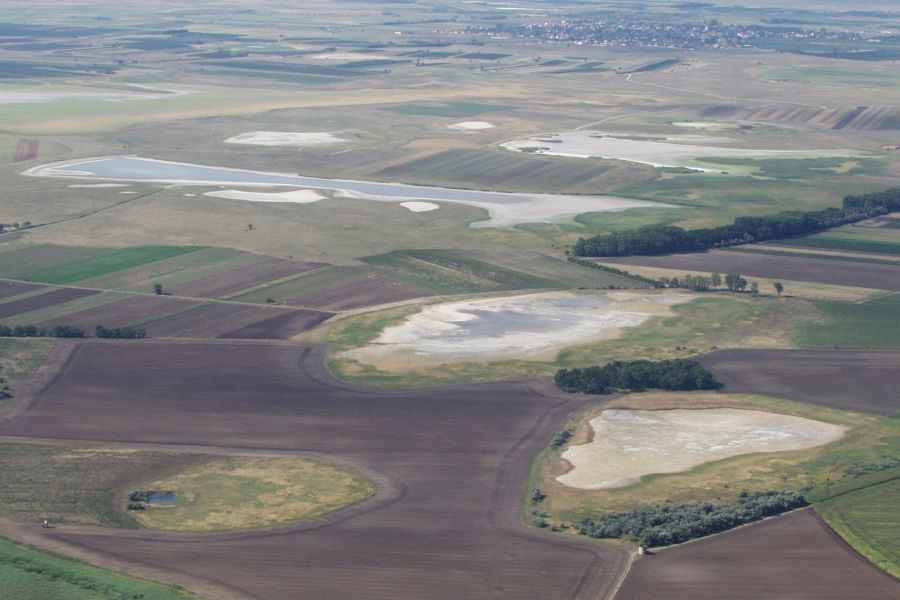
Fertőzug
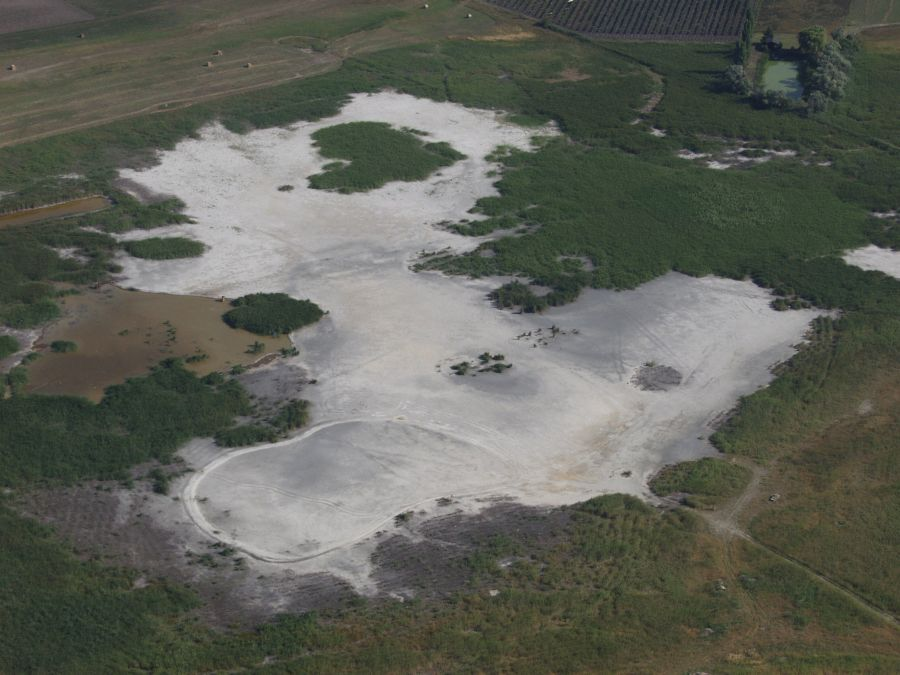
A Fehér-tó (Weißer See) Mosonbánfalva (Apetlon) határában
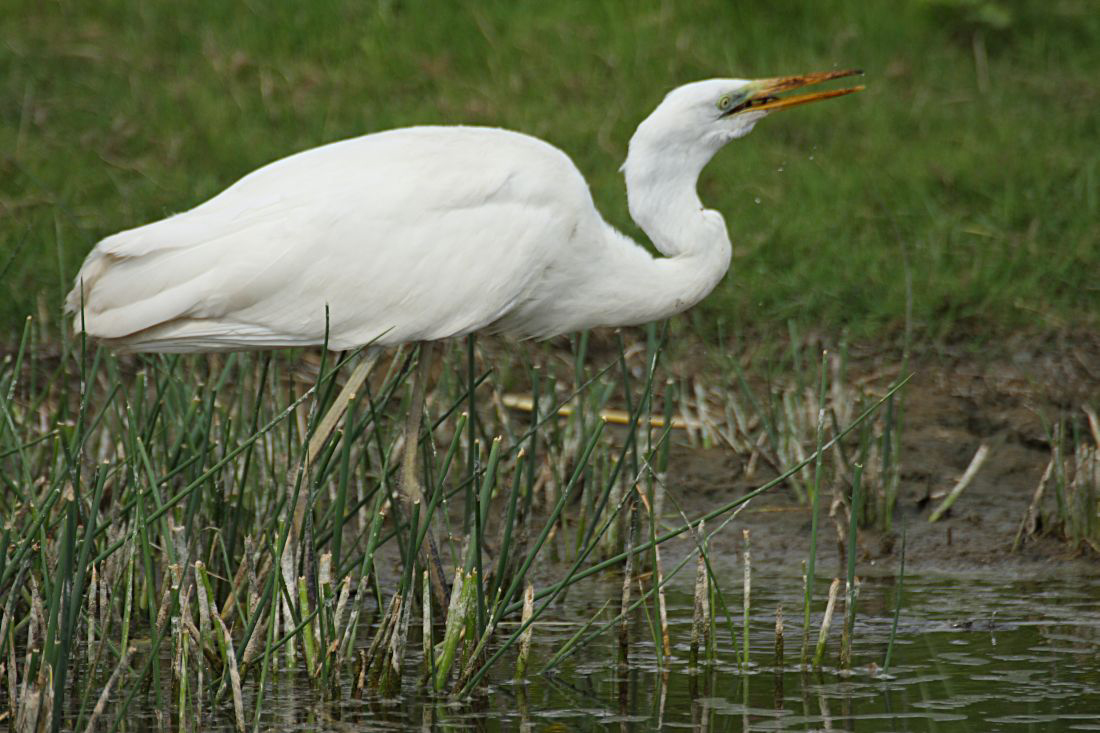
Nagy kócsag
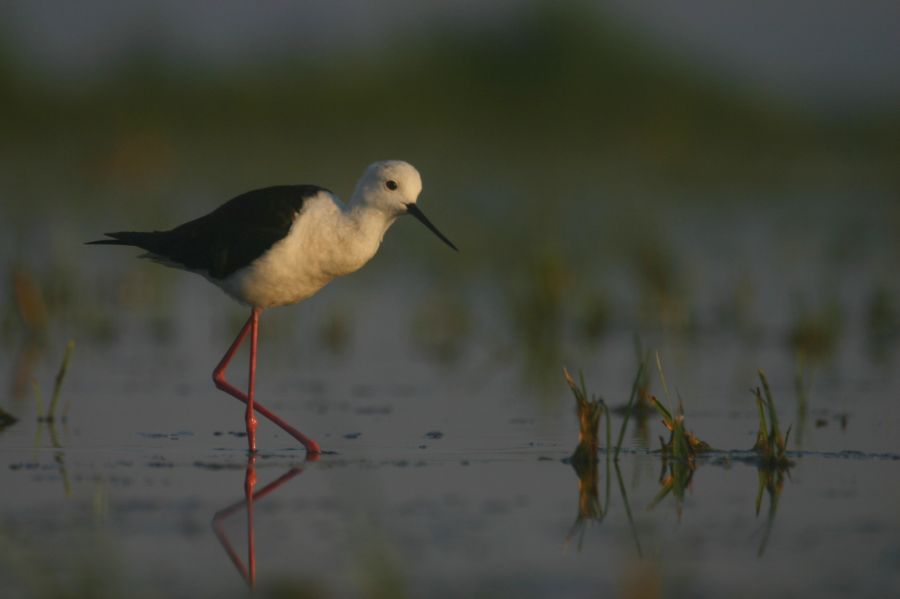
Gólyatöcs
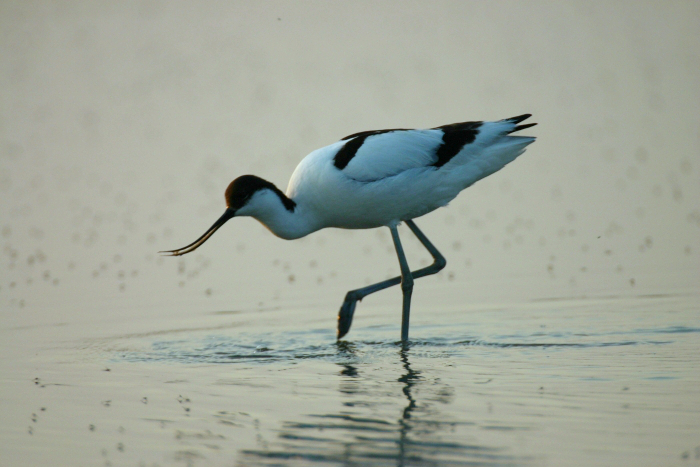
Gulipán
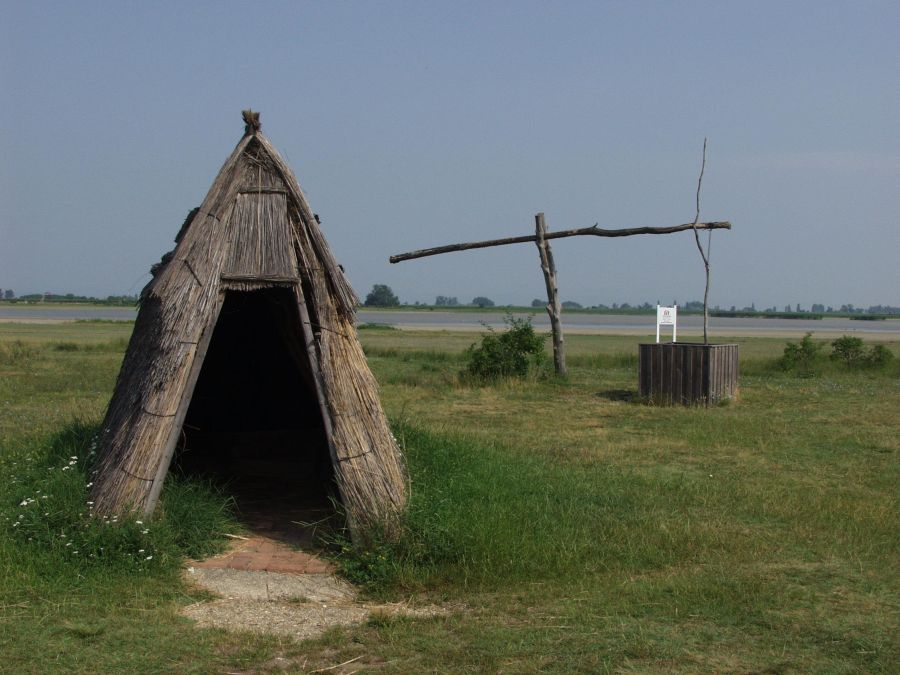
Kunyhó a Fertőzugon